# Sabina Sakoh
Sabina Sakoh, de son vrai nom Sabina Niederkofler (née en 1968 à Munich), est une peintre figurative allemande.

## Biographie
Son grand-père est l'artiste et résistant Günther Strupp (en), un ami de Bertolt Brecht.
En 1984 de 1988, elle étudie à l'académie des beaux-arts de Munich, auprès de Hans Baschang (de). De 1989 à 1992, elle est inscrite à la Deutsche Meisterschule für Mode (de).
Elle commence sa carrière d'artiste en 1993 sous son nom de jeune fille jusqu'en 2010. Elle se fait connaître lorsque le ministre des Affaires étrangères Guido Westerwelle accroche une de ses peintures au ministère.
Les peintures de Sabina Sakoh montrent des personnages dans des pièces et des paysages selon des règles de composition classiques et innovantes. Les personnages sont des interprétations contemporaines de personnages historiques et du christianisme. Elles sont des allégories de l'éveil, de la liberté et de la démocratie. Elle appartient à une génération de peintres figuratifs tels que Tim Eitel, Neo Rauch, Matthias Weischer ou Cornelia Schleime.
Elle est en contrat avec la galerie Michael Schultz.

## Source de la traduction
- (de) Cet article est partiellement ou en totalité issu de l’article de Wikipédia en allemand intitulé « Sabina Sakoh » (voir la liste des auteurs).